# Домартен ла Шосе
Домартен ла Шосе (фр. Dommartin-la-Chaussée) насеље је и општина у североисточној Француској у региону Лорена, у департману Мерт и Мозел која припада префектури Тул.
По подацима из 2011. године у општини је живело 40 становника, а густина насељености је износила 14,76 становника/km². Општина се простире на површини од 2,71 km². Налази се на средњој надморској висини од 240 метара (максималној 262 m, а минималној 224 m).

## Демографија
| 1962. | 1968. | 1975. | 1982. | 1990. | 1999. | 2011. |
| ----- | ----- | ----- | ----- | ----- | ----- | ----- |
| 29    | 32    | 23    | 23    | 17    | 36    | 40    |

График промене броја становника у току последњих година